# Chella (kommunhuvudort)
Chella är en kommunhuvudort i Spanien.   Den ligger i provinsen Província de València och regionen Valencia, i den östra delen av landet, 300 km sydost om huvudstaden Madrid. Chella ligger 229 meter över havet och antalet invånare är 2 618.
Terrängen runt Chella är kuperad norrut, men söderut är den platt. Runt Chella är det ganska glesbefolkat, med 28 invånare per kvadratkilometer. Närmaste större samhälle är Canals, 10,9 km sydost om Chella. 